# Alfred Sant
Alfred Sant, né le 28 février 1948 à Pietà, est un ancien Premier ministre de Malte, de 1996 à 1998.

## Biographie
Alfred Sant obtient bachelor en physique et mathématiques de l'université de Malte en 1967 et un master en physique l'année suivante. Il étudie l'administration publique en 1970 à l'Institut international d'administration publique de l'École nationale d'administration (ENA) à Paris, puis obtient un master en management des affaires de la Boston University Graduate School of Management et enfin un doctorat en administration des affaires de l'université Harvard.
Alfred Sant est deuxième, puis premier secrétaire à la mission de Malte auprès des Communautés européennes à Bruxelles entre 1970 et 1975, lorsqu'il démissionne pour entreprendre des études à temps plein aux États-Unis. Entre 1977 et 1978, à son retour à Malte, il est conseiller en gestion générale et financière au ministère des Industries paraétatiques et populaires et entre 1978 et 1980, est directeur général de Medina Consulting Group. Il retourne  dans le secteur public en 1980 en tant que vice-président exécutif de la Malta Development Corporation.
Il est membre de la Convention européenne.
Membre du Parti travailliste (PL), il est élu député européen le 24 mai 2014.